# 梅阿芳

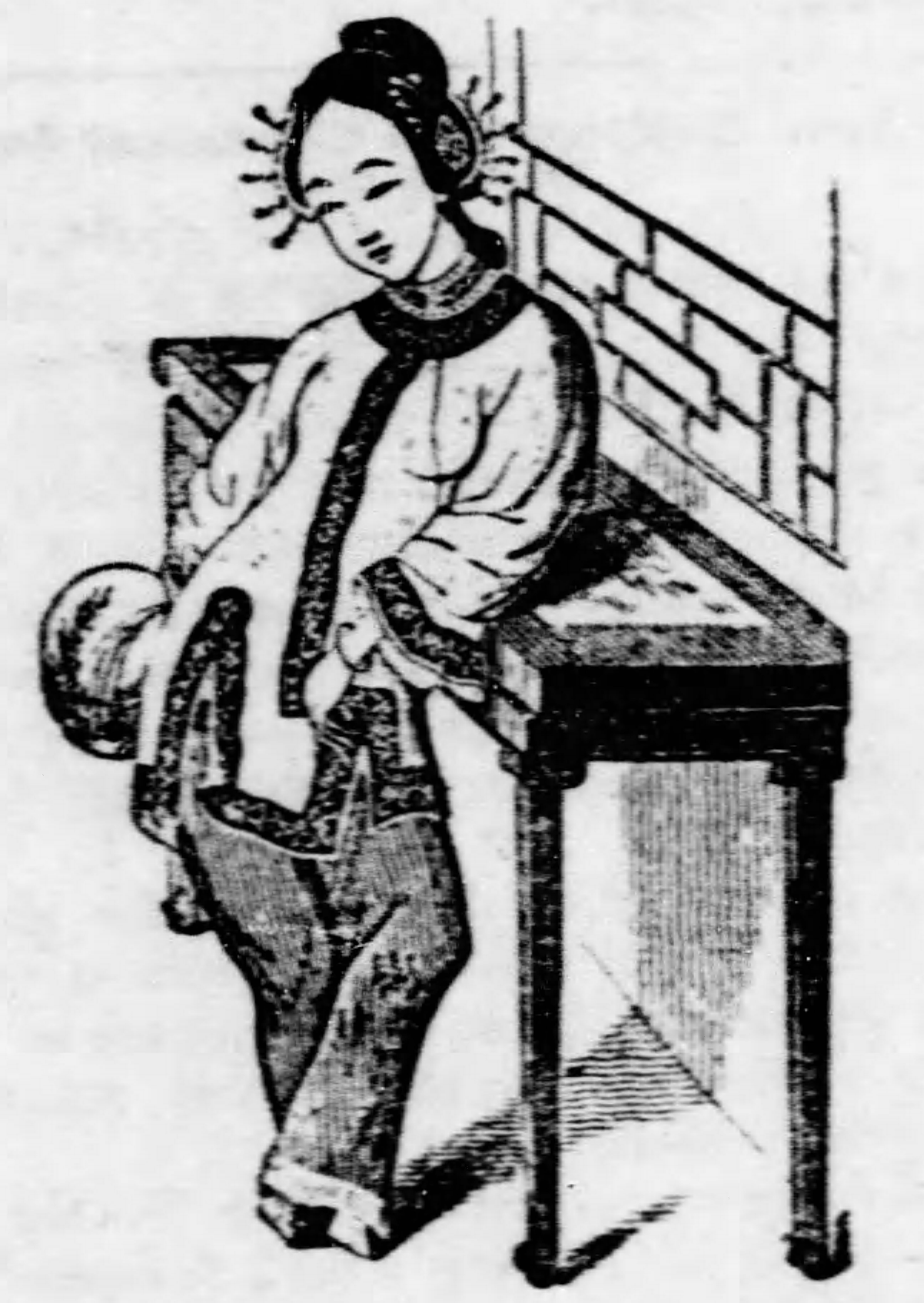
1836年《匹茲堡郵報》上梅阿芳的廣告

梅阿芳（Afong Moy，約1819年—?），第一位移民美国的中国女性。 1834年她被内森尼尔·卡尼和弗里德里克·卡尼兄弟从广州带到了纽约。卡尼兄弟将她作为了一件“展品”——“中国女士”，向人们展示她的服装、语言和三寸金莲。

## 生平
1832年，卡尼兄弟第一次来到中国。他们此前已经通过在美国销售法国进口品发家致富，后来意识到神秘的东方的物件可能更符合美国中产阶级的口味。他们最终异想天开地决定从中国进口一个女人。
1834年10月17日，梅阿芳和卡尼兄弟的诸多货物一道登上了华盛顿号邮轮，从广州前往纽约。她在旅客名单上登记的姓名为"Auphinoy"。 卡尼兄弟将她包装为“Hong wang-tzang tzee”国王的女儿，“Juila Foochee ching-chang king”公主，并在《纽约每日广告》报纸上打广告展出，门票25美分。她在纽约作为展品逗留了一段时间，有一个叫做阿通(Atung)的翻译陪同。随后她游历了美国，并被安德鲁·杰克逊总统接见。
阿芳原计划在美国逗留两年之后返回中国，但她最后没有成行，直到1850年仍有她的展览见报。